# Satyrus maladettae
Satyrus maladettae är en fjärilsart som beskrevs av Varin 1962. Satyrus maladettae ingår i släktet Satyrus och familjen praktfjärilar. Inga underarter finns listade.